# 育児ストレス
育児ストレス（いくじストレス）とは、育児に関連してストレスを被っている状態。いわゆる育児ノイローゼの前駆的状態である。

## 概要
育児ストレスは、子供の世話や教育（家庭教育）・躾などを負担と感じていたり、あるいは子供の身体的ないし精神的な成長具合に対する不安ないし焦りなどの葛藤、あるいは公園デビューに絡んで母親グループのコミュニティに馴染めないなどの問題に精神的な苦痛を受けている状態である。
育児は、それ一つが子供の成長に伴って進行する変化する状態ではあるが、それらは何人かの子供を育てた者以外では常に新しい困難との遭遇であり、加えて他人の子供や育児書などに示された発達度合いと比較し、自分の子供が劣っているのではないか、ひいては自分の育て方が間違っているのではないかという不安に晒される場合も少なくない。いわゆる三歳児神話のような話に関連して不安を訴える者もいる（→育児不安）。
これらの育児にまつわる不安・葛藤・精神的な苦痛などが、またそれらに晒されている状況が、一般に育児ストレスと呼ばれる。

### 問題の構造
有態に言えば、育児書などは「子供の取扱説明書」的な側面があるとはいえ、子供の成長は「十人十色」でその全てが平均的であるという状況も珍しいし、またいくら読んでも実体験が無ければその先を想像し難くもあるため「実際にその時になってみないと判らない」部分も多く、多くの親は出産前に準備万端整えたつもりでも、実際の育児に際して思い通りにならないことも、当然といえば当然の話である。
ただ育児は「一人の人間」を育てるということの重大さもあって、多くの場合では手探りで行われる傾向もあり、これは「一人の人間」である親に強い緊張を含むストレスを与え得る。かつて祖父・祖母などが共同で生活している場合には、先輩となるそれらの人々に助言を求めたり、あるいは一時的にせよ世話を代行してもらったりといったことで、ストレスを軽減させることも可能だった訳だが、核家族化が進行した世帯ではそういった他の助力を得難い場合もあり、親が我が子を持て余してしまう場合もある。
母子家庭や父子家庭ないし両親がそろっていても片方が育児に無関心であったり理解を示さない場合、その育児を主に担当する側に負担が重くのしかかる傾向もあり、この場合の育児ストレスは深刻になりがちである。加えて専業主婦など家庭内で労働している場合には、ストレスを他に発散する場が乏しく、ノイローゼ（→神経症）に発展し易い傾向も見られる。配偶者や家族の理解と手助けが有用である。
この他の問題傾向として、晩婚化に絡んで一定の社会的成功を収めた者が家庭に入り、初めて挫折を経験するというケースも聞かれる。この問題では、乳幼児は教育を受けた部下のように聞き分けが良い訳でもないため、様々な細かい失敗を繰り返してしまって疲れ果ててしまうのだとされる。先に述べたとおり、子供の成長はそれ一つが個性も絡んで様々であるが、現代社会では育児に関する情報は多く、逆にこれと言った決定的なものが無く、様々な情報に翻弄される。当然ながらそれら情報に示された通りに行かないこともあり、そこで挫折感を味わうとされ、この「失敗」の原因に関して、果たして自分が悪いのか、子供が悪いのか、それとも配偶者が悪いのかといった葛藤によりストレスを溜め込むという。

## 他の問題への発展
育児ノイローゼが直接的な発展状態であるが、その一方でストレスを受け過ぎ他のことに逃避（→防衛機制）してしまったり、ストレスの発生源である子供を攻撃してしまったりといった現象も誘発される。
逃避では、パチンコに通い始めたり浮気など男女交際を求めたりなどの事例も聞かれるが、その間は子供が放置される（ネグレクト・育児放棄とも）ため問題となる。攻撃に至っては児童虐待以外の何物でもなく、被害者である子供にとっても悲劇的であるし、加害者も反社会的で忌避すべき行為だと認識しているとその行為の反社会性に自ら傷付く場合もあり、双方が傷付けられる結果になる。
また配偶者が育児に積極的ではない場合などでは、怒りの矛先がその配偶者の態度に向けられることもあり夫婦喧嘩にも発展し易く、ことによると離婚などの事態にまで進行してしまう場合もある。この場合においても当事者が子供を含め精神的に傷付くため、悲劇的である。
こういった問題は子供が就学年齢になっていくと、次第に親の手がかからなくなり軽減される傾向もあるが、反抗期や非行などの問題でぶり返す傾向もある。教育的観点から言えばこの場合、毅然とした態度で叱ることも必要とはされるものの、体罰を含む罰を課すべきか否かで葛藤するケースも聞かれる。

### 解消策
こういった問題の最も簡単な解決策は、育児を他に代行してもらい、負担を軽減させることである。一時的にせよストレス因から離れることで精神的に回復し、事態を冷静に見詰めなおして打開策が開けることも期待される。例えば配偶者が積極的に育児をサポートするとか、祖父母との共同生活をするとかである。
ただ関係者間でそういった解決策が図りにくい場合もあり、あるいは経済的ないし社会的な状況がそれを許さないなど複雑な事情が絡むケースもある。その場合において児童相談所などは適切なアドバイスと助力を行っているほか、産婦人科や小児科なども間接的に適切なアドバイスが行える場合もある。
このほか、地域コミュニティや保育園・幼稚園の父母間やPTAなどの場にも相互扶助が可能なケースもあり、例えば相互に子供を預けあったり、あるいは同じ世代の子を持つ親同士で会話（または雑談）などの形で、ストレスを発散できる可能性もある。
また育児に関しては、命に関わるような大怪我をさせたなどということでもない限りは、常識的範疇では取り返しの付かないような大失敗というのも余り存在せず、育児馴れした者の育て方を見ると大雑把この上ないことからも判るとおり、あまりに神経質に与えられた情報に忠実になる必要も無いなどの事情も見え隠れしている。こと晩婚化に関連する「初めての挫折」の問題では、最初のうちこそ思い通りにならなかった部分も、次第に慣れて上手に行くようになるなどの傾向もあり、「決まりごとに神経質になり過ぎないように」などの助言も育児書上などに見られる。

## 参考書籍
- 池田由子『児童虐待』中公新書ISBN 9784121008299
- ベンジャミン・スポック 『スポック博士の育児書』 暮しの手帖社